# Johan Celsing
 Johan Peter Folke von Celsing, född 17 april 1955 i Engelbrekts församling i Stockholm, är en svensk arkitekt.
Johan Celsing är son till arkitekten Peter Celsing och Birgitta Dyrssen samt brorson till Lars von Celsing. Johan Celsing driver ett arkitektkontor i Stockholm. Han har bland annat ritat Nobel Forum vid Karolinska institutet i Solna, en tillbyggnad med en konsthall på Millesgården på Lidingö (1999) som belönades med Kasper Salin-priset samma år, Bonniers konsthall i Stockholm (2004), en tillbyggnad till Skissernas museum i Lund och Årsta kyrka (2011). Celsing har varit slottsarkitekt för Stockholms slott. Bland hans senare verk märks den nya gemensamma kontorsbyggnaden för Riksantikvarieämbetet och Riksutställningar i Visby, byggnaden var en av tre nominerade byggnader för Kasper Salin-priset 2008. Skogskyrkogårdens nya krematorium, som stod färdigt i maj 2014, är ritat av Celsing. 
År 2008 utnämndes Celsing till professor vid Kungliga Tekniska högskolan, och 2010 invaldes han som ledamot av Kungliga Vetenskapsakademien.

## Bilder, verk i urval

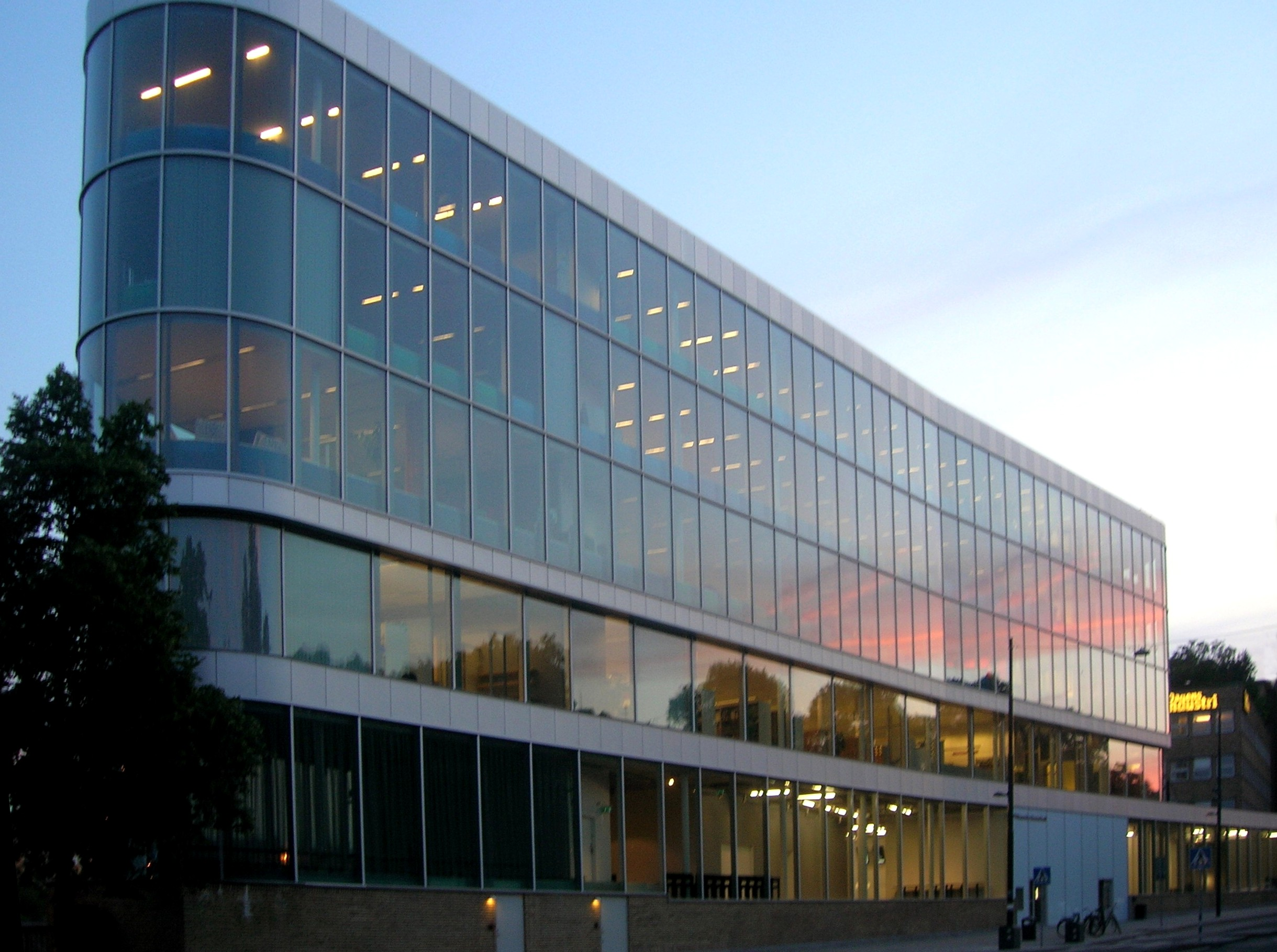
Bonniers konsthall.
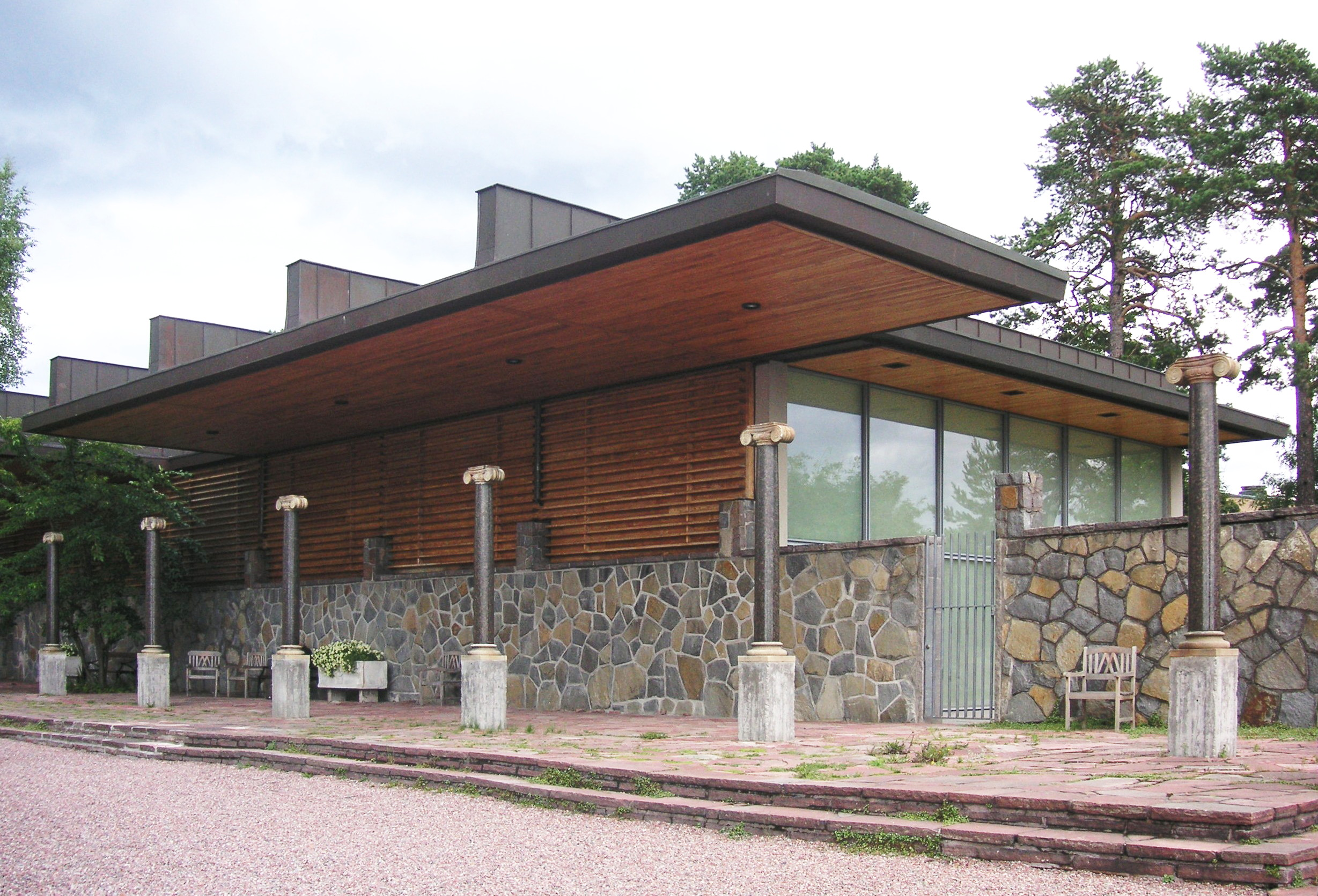
Millesgårdens konsthall.
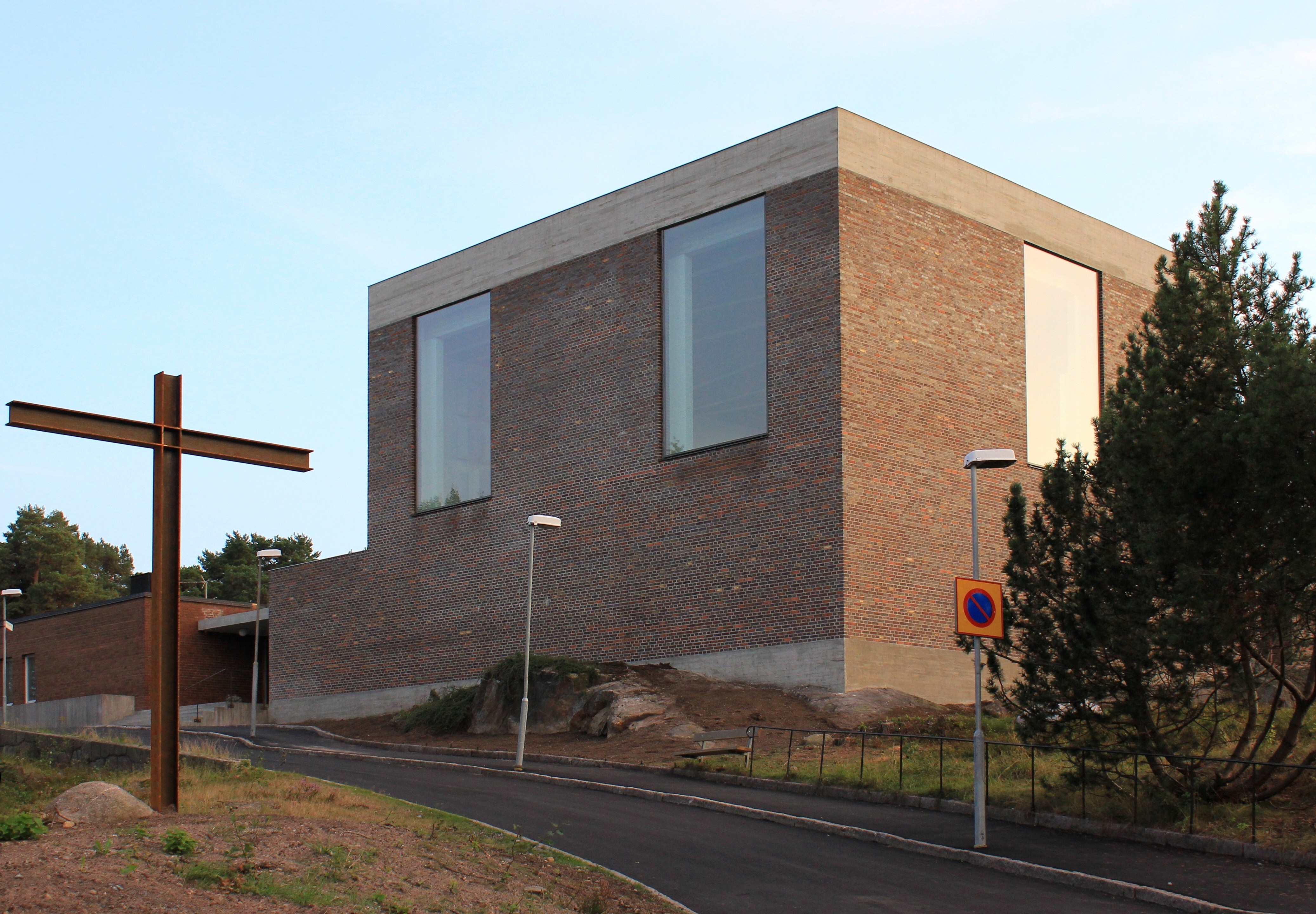
Årsta kyrka, Stockholm.
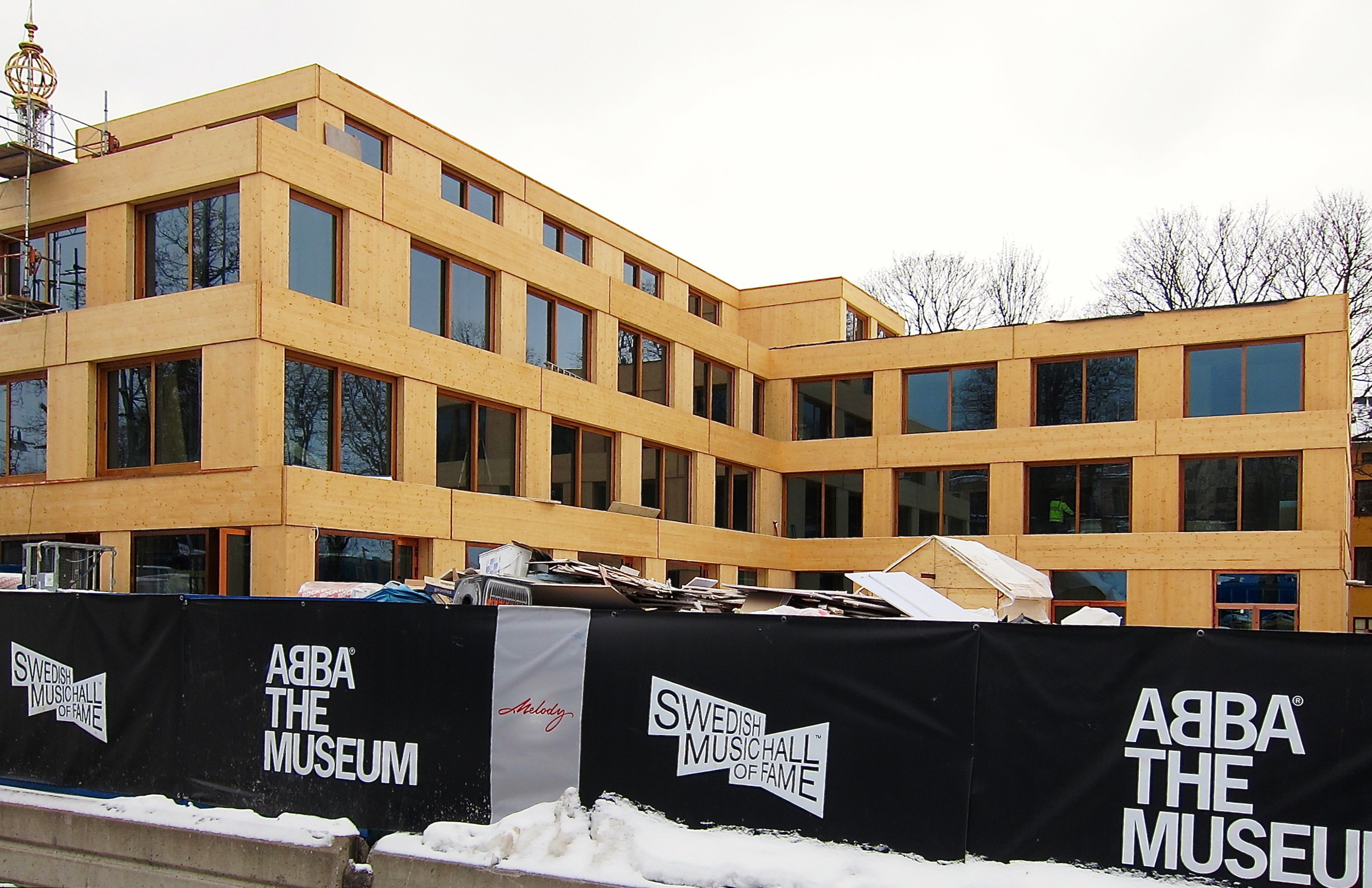
Melody Hotel / Abbamuseet.
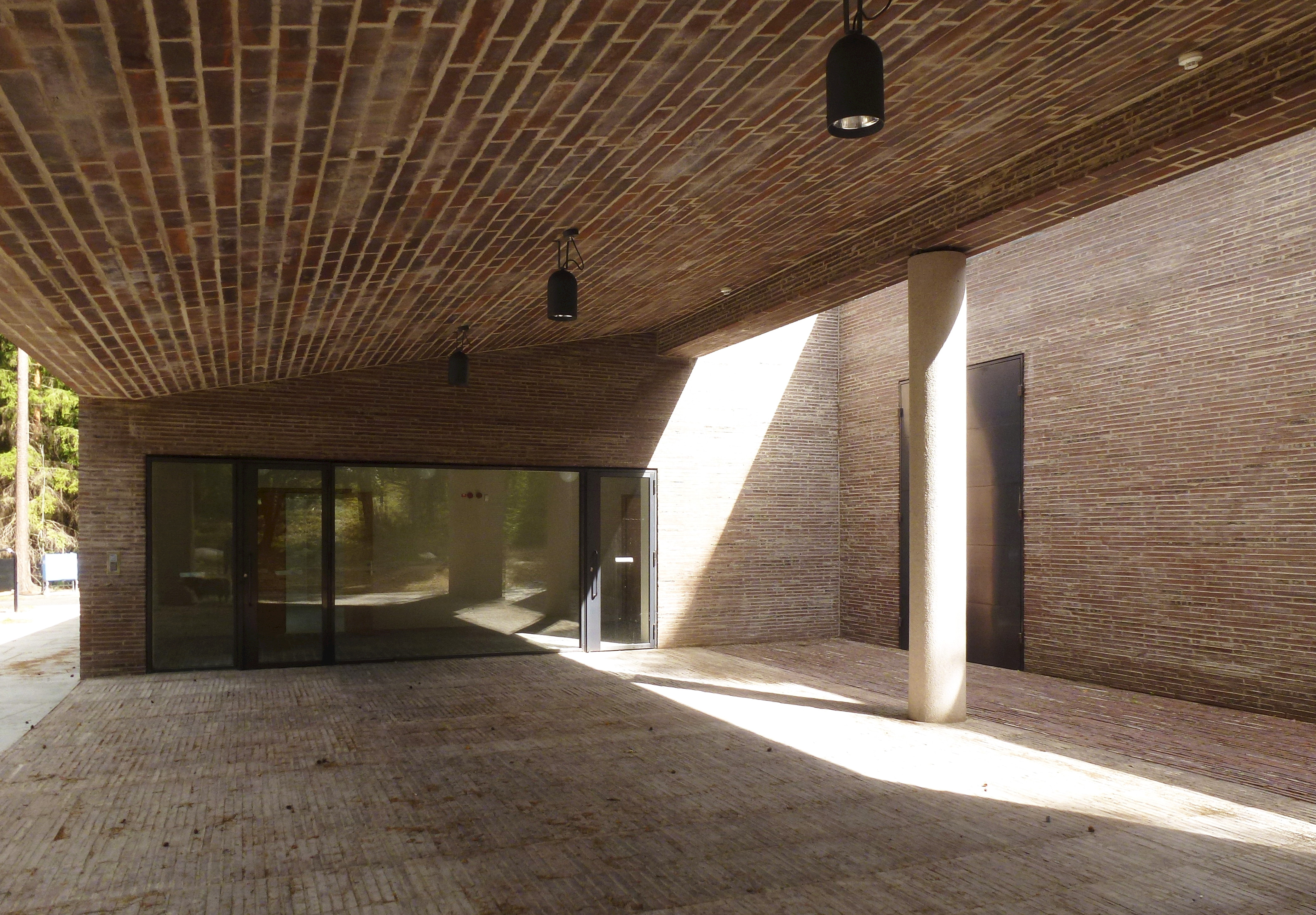
Skogskyrkogårdens nya krematorium.